# Badouch
Badouch (en anglais : Badush, en arabe : بادوش), est une ville située en Irak à une quinzaine de kilomètres au nord-ouest de Mossoul. Elle est située sur la rive droite du Tigre dans la province de Ninive.
À moins de 5 km au nord de Badouch en amont du fleuve, se trouve le barrage de Badouch, ouvrage inachevé.

## Histoire
Le 10 juin 2014, après la prise de la ville par l'organisation État islamique durant la Seconde guerre civile irakienne, le groupe djihadiste massacra les 670 prisonniers chiites alors incarcérés dans la prison (ar) située à la périphérie sud de la ville. Le 8 mars 2017, la 9e division blindée de l'armée irakienne et un groupe paramilitaire reprenne le contrôle de site.
Le 15 mars 2017, la 9e division blindée (en) reprend le contrôle totale de ville et de sa région.